# Кхам Сук
Кхам Сук (1838 — 28 липня 1900) — одинадцятий володар королівства Тямпасак.
Був четвертим сином короля Хуая. 1863 року сіамський король Чулалонгкорн призначив його новим правителем Тямпасаку.
Перебуваючи на троні Кхам Сук зумів відновити королівський палац і стару столицю.
Помер у середині 1900 року, після чого престол зайняв його син Ратсаданай.